# Jean Chasson
Jean Chasson (ur. 4 marca 1906 w Saint-Cloud, zm. 11 listopada 1993 w Payroux) – francuski zapaśnik walczący w stylu wolnym. Dwukrotny olimpijczyk. Zajął szóste miejsce w Los Angeles 1932 i jedenaste w Berlinie 1936. Walczył w wadze piórkowej.
Srebrny medalista mistrzostw Europy w 1931 i brązowy w 1930 roku.

## Letnie Igrzyska Olimpijskie 1932
| Konkurencja      | Rundy eliminacyjne     | Rundy eliminacyjne         | Klas. końcowa |
| Konkurencja      | Przeciwnik I           | Przeciwnik II              | Miejsce       |
| ---------------- | ---------------------- | -------------------------- | ------------- |
| 61 kg styl wolny | Fidel Arellano (MEX) Z | Ioannis Farmakidis (GRE) P | 6.            |

## Letnie Igrzyska Olimpijskie 1936
| Konkurencja      | Rundy eliminacyjne      | Rundy eliminacyjne  | Klas. końcowa |
| Konkurencja      | Przeciwnik I            | Przeciwnik II       | Miejsce       |
| ---------------- | ----------------------- | ------------------- | ------------- |
| 61 kg styl wolny | Francis Millard (USA) P | Ferenc Tóth (HUN) P | 11.           |